# 动物森友会 amiibo节日
《动物森友会 amiibo节日》是由任天堂和NDcube为Wii U开发的聚会游戏。和《马里奥派对》系列一样，游戏是《动物森友会》系列的衍生作品，有别于系列传统格式，变成一部主要将Amiibo手办融入游戏玩法的派对游戏。游戏随8款用于游戏中的《动物森友会》角色Amiibo手办一同在2015年11月全球发布。
《动物森友会 amiibo节日》商业表现欠佳之余，还受到了评论人的大量差评，指游戏玩法重复、amiibo融合效果不如人意，缺乏创新，但游戏的呈现获得表扬。

## 游戏玩法

2015年E3电子娱乐展上公布的截图。

《动物森友会 amiibo节日》是一部风格类似于《马里奥派对》系列的虚拟图版游戏。玩家可选的《动物森友会》角色有西施惠、K.K.、狸克和小枫，为八个Amiibo玩具中的其中四个角色。游戏也支持随《动物森友会 快乐之家设计师》一同上线的Amiibo卡片，总体上需使用Amiibo配合游玩。

## 开发
总监京极彩表示，游戏是承载《动物森友会》首个amiibo作品的作品：“老实说，我们只想打造《动物森友会》amiibo。我们希望公司能为《动物森友会》打造amiibo，这就是我们做一部能用上它们的游戏的原因。”
在2015年6月的E3电子娱乐展新闻发布会上，任天堂宣布游戏于2015年四季度假日季发布，后来确定2015年11月上线。京极彩指游戏与《马里奥派对》有所不同，《马里奥派对》像小游戏合集，游戏更像图版游戏。游戏使用任天堂的Amiibo协议，将角色插入游戏中，而游戏用到的八个Amiibo玩家随游戏捆绑发行。每个角色的性格有所不同，他们生活在《快乐之家设计师》的房子中。
游戏仅以零售形式发售，沒有在任天堂eShop平台販售。

## 评价
据游戏汇总媒体Metacritic，游戏收到非常多的差评。《IGN》打出5/10分，表示Amiibo融合“累赘”，“难以上手”，玩法无聊，会让人渐渐昏昏入睡，游玩的时候几乎会睡着。不过游戏毫无疑问确实“非常有魅力”、治愈、是与朋友打发时间的良药。《任天堂世界报道》打出4.5/10分，表示玩法“沉闷、重复”，“玩了一个小时什么都没得到”。GamesBeat打出3.3/10，认为游戏公然企图让玩家购买更多Amiibo，而这显然不是一个好办法。并非所有评论都持批评态度。《Fami通》打出32/40，其中四位评论人都打出8分。
游戏首周在日本卖出20,303份。